# ناحیه عین الحجر
ناحیه عین الحجر (به عربی: دائرة عین الحجر) یک ناحیه در الجزایر است که در استان سعیده واقع شده‌است.